# Euroescepticisme

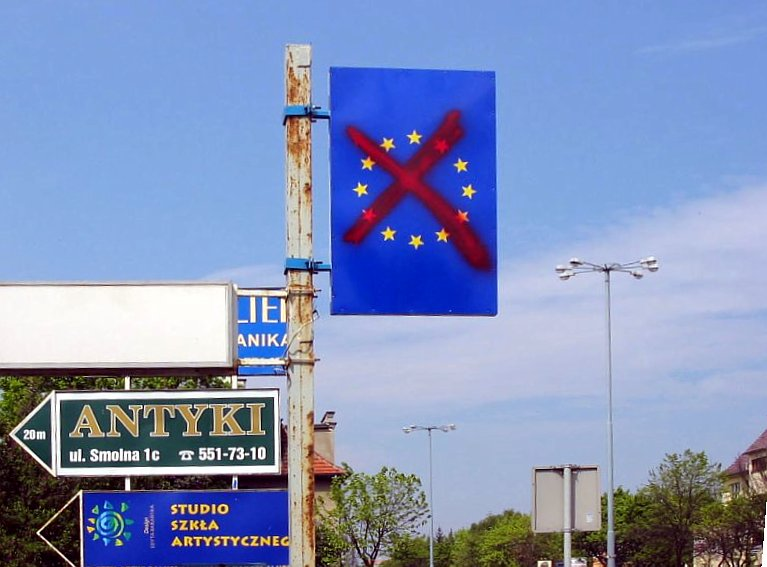
Bandera d'Europa vandalitzada en un acte a Sopot (Polònia).

L'euroescepticisme és una idea política reticent o contrària al procés d'integració de la Unió Europea. Els euroescèptics s'oposen als proeuropeus. Els euroescèptics no formen un bloc homogeni. Els adversaris dels euroescèptics són els europeistes, partidaris de la Unió Europea i els partidaris del federalisme europeu.